# Commiphora kataf
Commiphora kataf (Forssk.) Engl – gatunek rośliny z rodziny osoczynowatych (Burseraceae). Rośnie dziko w Afryce (Dżibuti, Etiopia, Somalia, Sudan, Kenia, Tanzania) i na Półwyspie Arabskim w Jemenie.

## Zastosowanie
Z rośliny samoistnie wydziela się wonna żywica zwana mirrą, po nacięciu kory wyciek żywicy zwiększa się. Dawniej mirra była używana do balsamowania i namaszczania zwłok, jako środek leczniczy i przeciwbólowy i jako składnik kadzidła. W Starym Testamencie była również składnikiem oleju świętego do namaszczań (Wj 30, 23,25). Według niektórych badaczy roślin biblijnych Commiphora kataf była jednym z kilku gatunków balsamowca, z których otrzymywano mirrę wymienioną w kilku miejscach w Biblii. Obecnie mirra nadal jest wykorzystywana w lecznictwie i do wytwarzania kadzidła, ponadto w przemyśle kosmetycznym jako składnik perfum, past do zębów i płynów do płukania ust.